# Alsószölnök, Vas
Alsószölnök (în germană Unterzemming, în slovenă Dolnji Senik) este un sat în districtul Szentgotthárd, județul Vas, Ungaria, având o populație de 367 de locuitori (2011).

## Demografie
Componența etnică a satului Alsószölnök
     Maghiari (65,55%)
     Germani (20,8%)
     Sloveni (13,66%)
Componența confesională a satului Alsószölnök
     Romano-catolici (78,75%)
     Fără religie (2,45%)
     Luterani (2,18%)
     Reformați (1,09%)
     Necunoscută (15,53%)
Conform recensământului din 2011, satul Alsószölnök avea 367 de locuitori. Din punct de vedere etnic, majoritatea locuitorilor (65,55%) erau maghiari, existând și minorități de germani (20,8%) și sloveni (13,66%).  Din punct de vedere confesional, majoritatea locuitorilor (78,75%) erau romano-catolici, existând și minorități de persoane fără religie (2,45%), luterani (2,18%) și reformați (1,09%). Pentru 15,53% din locuitori nu este cunoscută apartenența confesională.